# Dewsbury
Dewsbury egy közepes méretű város az Egyesült Királyságban az ország mértani közepe közelében, azon belül pedig Anglia országrész északi részén West Yorkshire megyében. Lakossága 62 945 fő. Dewsbury közvetlen közelében van Leeds, Bradford, Halifax, Huddersfield és Wakefield. A város iparáról híres. A területen  kovácsműhelyek és gyárak vannak. A 2011-es népszámlálás szerint a lakosság több mint fele fehér (62%), a második legnagyobb csoportot az ázsiai származásúak alkotják (36%).
Távolsága Londontól légvonalban 263 km. Busszal állandó összeköttetésben van a környező nagyvárosokkal, illetve vonattal Londonba is el lehet jutni.
Az első említések egészen az 1000-s évekre nyúlnak vissza mint Deusberie, Deusberia, Deusbereia feltehetően az ówalesi Dewi tulajdonnév és az óangol burh (erőd) szavak összetételéből. Dewsbury-t kettészeli a Calder-folyó. Nem rendelkezik City státusszal.
Fejlődése akkor indult meg, amikor elkezdődött az iparosodás egész Britanniában és a mai Town státuszát is akkor szerezte.

## Híres szülöttei
- Thomas Clifford Allbutt (1836–1925), orvos
- Owen Willans Richardson (1879–1959), fizikus
- Betty Lockwood, Baroness Lockwood (1924–2019), politikus
- Reginald Earnshaw (1927–1941) a legfiatalabb halottja a második világháborúban
- Betty Boothroyd (1929–2023), 1992 és 2000 között a brit képviselőház elnöke
- Mary Tamm (1950–2012), színésznő
- Andrew Morton (* 1953), író
- Simon H. Fell (1959–2020), zenész
- Dean S. Jagger (* 1978), színész